# جاك غرين (صحفي)
جاك غرين (بالإنجليزية: Jack Green)‏ هو ناقد أدبي وصحفي أمريكي، ولد في 1928.